# V záři reflektorů
V záři reflektorů (v originále Paroles et Musique) je francouzsko-kanadský hraný film z roku 1984, který režíroval Élie Chouraqui podle vlastního scénáře. Snímek měl světovou premiéru dne 19. prosince 1984.

## Děj
Jeremy a Michel jsou přátelé, kteří si píší texty a skládají hudbu svých písní. Jednoho dne do jejich života vstoupí agentka Margaux.

## Obsazení
| Catherine Deneuve       | Margaux Marker   |
| Christopher Lambert     | Jeremy           |
| Richard Anconina        | Michel           |
| Jacques Perrin          | Yves             |
| Nick Mancuso            | Peter Marker     |
| Dayle Haddon            | Corinne          |
| Charlotte Gainsbourgová | Charlotte Marker |
| Franck Ayas             | Elliot Marker    |
| Dominique Lavanant      | Florence         |
| Nelly Borgeaud          | Julie            |
| László Szabó            | Alain            |
| Catherine Carel         | žena v agentuře  |
| Didier Hoffmann         | Robin            |
| Inigo Lezzi             | Jean-Paul        |
| Julie Ravix             | Claire           |
| Lionel Rocheman         | Gruber           |
| Yumi Fujimori           | telefonistka     |
| Clémentine Célarié      | žena na recepci  |

## Ocenění
- César: nominace na nejlepší filmovou hudbu (Michel Legrand)